# Dommartin-lès-Toul
Dommartin-lès-Toul település Franciaországban, Meurthe-et-Moselle megyében. Lakosainak száma 1991 fő (2022. január 1.). Dommartin-lès-Toul Chaudeney-sur-Moselle, Gondreville, Toul és Villey-le-Sec községekkel határos.

## Népesség
A település népességének változása:
| Lakosok száma | 1004 | 1714 | 1639 | 1917 | 1991 | 2012 | 1984 | 1951 | 1943 | 1991 |
|               | 1968 | 1982 | 1990 | 2006 | 2013 | 2015 | 2017 | 2019 | 2020 | 2022 |